# 尼德莫爾 (肯塔基州巴拉德縣)
尼德莫爾（英語：Needmore）是位於美國肯塔基州巴拉德縣的一個非建制地區。

## 地理
尼德莫爾所處的海拔為高於海平面111米（即364英呎），而該地所採用的時區為UTC-6，即北美中部時區（CST）。同時該地設有夏令時間，為UTC-6調快一小時，即UTC-5（CDT）。